# Тета Рака
Тета Рака (θ Рака, лат. theta Cancri, 31 Рака) — двойная звезда, которая находится в созвездии Рака на расстоянии приблизительно 494 световых лет от нас.
Главный компонент, θ Рака А, — оранжевый гигант класса К. Массивнее Солнца в 4.2 раза, радиус — в 23 раза больше солнечного. Светимость мощнее солнечной в 144.6 раза, температура поверхности нагрета до 4100-4250 К.